# Otok Pag II
Otok Pag II este o arie protejată (sit de importanță comunitară — SCI) din Croația întinsă pe o suprafață de 1.499,6 ha, integral pe uscat.

## Localizare
Centrul sitului Otok Pag II este situat la coordonatele 44°25′00″N 15°02′27″E / 44.416546°N 15.040757°E.

## Înființare
Situl Otok Pag II a fost declarat sit de importanță comunitară în iulie 2013 pentru a proteja un număr necunoscut de specii din flora spontană și fauna sălbatică aflate în arealul zonei.

## Biodiversitate
Situată în ecoregiunea mediteraneană, aria protejată conține 2 habitate naturale: Matorral arborescenți cu Juniperus spp., Pajiști uscate din regiunea submediteraneeană estică (Scorzoneratalia villosae).
La baza desemnării sitului se află un număr nedeclarat de specii protejate.
Pe lângă speciile protejate, pe teritoriul sitului au mai fost identificate 2 specii de plante.